# Kandangan (Krembung)
Kandangan is een bestuurslaag in het regentschap Sidoarjo van de provincie Oost-Java, Indonesië. Kandangan telt 2222 inwoners (volkstelling 2010).